# Edson Aran
Edson Aran (nascido Edson Arantes, São Sebastião do Paraíso, 13 de março de 1963) é um escritor, jornalista, roteirista e cartunista brasileiro.

## Biografia
Filho de Píndaro Arantes, gráfico, e Adelaide Pimenta Arantes, costureira, Edson Aran nasceu em São Sebastião do Paraíso, no sudoeste de Minas Gerais, mas mudou-se ainda criança para a vizinha Cássia, antiga Santa Rita de Cássia, que ele sempre considerou como sua verdadeira cidade natal.
Cursou o ensino fundamental no Grupo Escolar Melo Viana e o ensino médio na Escola Estadual São Gabriel, ambas escolas públicas.
Já na adolescência, demonstrou aptidão para o humor e o jornalismo, fundando com amigos o jornal mimeografado Raskunho, publicado mensalmente de 1980 a 1981.
Inspirado por artistas do cartum de nome abreviado, como seus ídolos Millôr, Henfil e Angeli, encurtou o nome para Aran. Mais tarde, adotaria a assinatura Edson Aran também em seus trabalhos como jornalista.

## Carreira
Formou-se em jornalismo pela Pontifícia Universidade Católica de Campinas, foi selecionado para o Curso Abril de Jornalismo da Editora Abril e iniciou sua carreira em 1986 como repórter da revista Contigo!.
Em Contigo! foi um dos responsáveis pela seção de humor Fotofofoca, que encerrava a revista, composta por fotos jornalísticas com balões humorísticos. Mesmo depois de deixar a revista, já em 1991, foi o responsável pela seção, que passou a assinar.
Ao mesmo tempo em que atuava como jornalista, publicava seus textos e desenhos de humor em O Pasquim, revista AZ, IstoÉ e Diário Popular.
Chefiou as redações das revistas Set e participou da criação da revista Sexy, um spin-off da revista Interview, com entrevistas eróticas, mas sem nudez.
Ingressou na revista VIP em 1999,como redator-chefe, tornando-se um dos principais artificies do realinhamento editorial da publicação com as modernas revistas masculinas inglesas da época, como For Him Magazine (FHM), Maxim e Loaded.
Deixou a VIP em 2003 para assumir a direção de redação da revista Sexy e implementar uma bem sucedida mudança editorial que levou a revista a superar, pela primeira vez na história, a circulação total da revista Playboy em duas ocasiões (abril de 2004 e setembro de 2005).
Retornou à Abril em 2006 como diretor de redação da Playboy. Em Playboy, Aran retomou a tradição das grandes entrevistas e reportagens, mas sem se descuidar de dois importantes pilares da publicação, os cartuns e textos de humor. Além disso, introduziu um calendário de edições temáticas - Gastronomia, Futebol, Humor, Música e Verão -, algo inusual nas revistas brasileiras de grande circulação.
Edson Aran deixou a Playboy em 2013 — foi o segundo diretor de redação mais longevo da publicação — para se dedicar à carreira de roteirista e escritor. Em 2020, seu livro Histórias jamais contadas da literatura brasileira (Revista Bula) foi indicado ao Prêmio Jabuti na categoria Crônicas. 

## Livros publicados
Aqui Jaz - O Livro dos Epitáfios, São Paulo, Editoria Ática, 1996 (com Carlos Castelo) (humor)
A Noite dos Cangaceiros Mortos-Vivos, São Paulo, Editora Nova Alexandria, 2001 (romance)
Conspirações - Tudo o que não querem que você saiba, São Paulo, Geração Editorial, 2003) (teorias conspiratórias)
O Imbecilismo, São Paulo, Geração Editorial, 2005 (crônicas de humor)
Delacroix escapa das chamas, Rio de Janeiro, Editora Record, 2009 (romance)
O amor é outra coisa, São Paulo, Jardim dos Livros, 2013 (aforismos)
O Livro das Conspirações, São Paulo, Suma de Letras, 2016 (teorias conspiratórias)
Histórias jamais contadas da literatura brasileira, São Paulo, Revista Bula, 2020 (crônicas de humor)
Aninha e o Unicórnio, São Paulo, Musa Editora, 2024 (Livro infantil)

### Participação em antologias
Blônicas, São Paulo, Editoria Jabotica, 2005 (crônicas)
O Humor da Playboy, São Paulo, Editora Abril, 2009 (crônicas e cartuns, também editor)
Na Kombi, São Paulo, Editora Barba Negra, 2010 (aforismos)
Os melhores textos da revista Bula, São Paulo, Editora Ex Machina, 2016 (crônicas)
Poços é uma Festa, Poços de Caldas, Editora Scortecci, 2016) (crônicas)

## Internet
Edson Aran também tem atuação importante e assídua na Internet.
O Site do Aran, com seus textos e tiras de humor, foi criado em 2003 e apresentou algumas de suas principais criações: Telma Luíza, a última combatente da Guerra dos Sexos; Quânticus - O Destruidor de Mundos; Romero, o Morto-Vivo; e Vendaval de Emoções, uma série feita com colagens de quadrinhos clássicos de Rip Kirby e Modesty Blaise.
Em 2015, criou o site Repúbica das Bananas, uma espécie de revista digital de humor.
No Twitter, onde Aran está desde 2008, ele criou o meme O amor é outra coisa, que se tornou um fenômeno no mini-blog e acabou por gerar o livro de mesmo nome, além de inspirar uma canção da banda Velhas Virgens.
Um exemplo:
O amor não é uma coisa que o tira do chão e o transporta para lugares que você nunca viu. O nome disso é avião. O amor é outra coisa.
Em 2010, criou também no Twitter o perfil Marcha da História (@MarchaHist), que acrescenta legendas falsas e bem humoradas a imagens históricas.

## Roteiros
Como roteirista, Edson Aran é co-criador, com a Tortuga Produções, da série de vinhetas animadas History Drink, do History Channel. Escreveu para a primeira e segunda temporadas do humorístico Vai que Cola e participou da equipe que reformulou o programa Zorra, da TV Globo.